# Abū Firās al-Hamdānī
Abū Firās al-Hamdānī (932 – 968) è stato un poeta arabo.
Vissuto tra il 932 e il 968 ad Aleppo, Abū Firās al-Hamdānī è stato un principe che combatté contro i Bizantini, dai quali fu catturato; morì in battaglia durante un tentativo di detronizzare l'emiro di Aleppo. Le sue poesie seguono il neoclassicismo del periodo abbàside, anche se si distinguono per la sincerità del sentimento tramite la quale descrivono le sue avventure di soldato e la sua tristezza.
Di notevole spessore sono le elegie scritte ai familiari di Costantinopoli, caratterizzate dalla ricerca della liberazione e dal raggiungimento degli affetti familiari.